# 水上村立湯山小学校
水上村立湯山小学校（みずかみそんりつ ゆやましょうがっこう）は、かつて熊本県球磨郡水上村にあった公立の小学校。
2023年（令和5年）3月末をもって閉校し、岩野小学校および水上中学校とともに、義務教育学校「水上村立水上学園」に統合された。

## 概要
歴史
1875年（明治8年）創立。現校名になったのは1947年（昭和22年）。創立から148年を迎えた2023年（令和5年）に、村内の小中学校の統合により、閉校した。
学校教育目標
「ふるさとに誇りをもち、自ら学び、心豊かでともに高め合う児童の育成」（2022年（令和4年）度）
校章
中央に「小」の文字を配している。
校歌
作詞は山口白陽、作曲は犬童球渓による。歌詞は2番まであり、歌詞中に校名は登場しない。
通学区域
中学校区は水上村立水上中学校であった。
特色
体育館が円形をしている。また、湯山地域交流センター（研修・集会施設、円形）を併設しており、閉校後も利用されている。

## 沿革
前史
- 1874年（明治7年）12月 - 湯前村に「上里小学校」が創立。

本史
- 1875年（明治8年）8月 - 「上里小学校 分教場」として創立。
- 1888年（明治21年）6月 - 「尋常湯山小学校」として独立。
- 1889年（明治22年）4月1日 - 町村制の施行により、球磨郡「湯山村」が発足。
- 1892年（明治25年）- 「湯山尋常小学校」に改称。
- 1895年（明治28年）11月1日 - 球磨郡3村（湯山・岩野・江代）が合併して水上村が発足。
- 1908年（明治41年）4月 - 改正小学校令により、尋常科（義務教育年限）が4年制から6年制に改められたことにより、尋常科5年を新設。
- 1909年（明治42年）4月 - 尋常科6年を新設。
- 1912年（明治45年）4月 - 校舎を新築移転。
- 1915年（大正4年）4月 - 高等科（2年制）を併置の上、「湯山尋常高等小学校」と改称。
- 1924年（大正13年）1月 - 木造トタン屋根2階建て校舎が完成。
- 1932年（昭和7年）7月 - 講堂が完成。
- 1935年（昭和10年）4月 - 青年学校令施行により、「湯山青年学校」が併設される。
- 1939年（昭和14年）10月 - 運動場を拡張。
- 1941年（昭和16年）4月1日 - 国民学校令施行により、「水上村湯山国民学校」と改称。尋常科を初等科に改める。
- 1947年（昭和22年）- 学制改革が行われる（六・三制の実施）。
  - 4月1日 - 「水上村立湯山小学校」（最終名）と改称。
  - 5月8日 - 国民学校普通科は、青年学校普通科とともに、新制中学校「水上村立水上中学校湯山分室」に改組・改称。小学校に併設される。
- 1949年（昭和24年）12月 - 中学校用の仮校舎教室が完成。
- 1952年（昭和27年）11月 - 併設されていた水上中学校湯山分室が廃止される。
- 1960年（昭和35年）- 市房ダムが完成。
- 1961年（昭和36年）
  - 3月 - 最終所在地に新校舎が完成。同年5月に移転完了。
  - 10月 - 体育館が完成。
- 1966年（昭和41年）4月 - 特殊学級を開設。
- 1968年（昭和43年）1月 - 学校給食を開始。
- 1975年（昭和50年）
  - 7月 - プールが完成。
  - 11月 - 創立100周年記念式典を挙行。
- 1990年（平成2年）1月 - 特地からへき地一級地となる。
- 1993年（平成5年）9月 - 水の学校を開設。
- 1995年（平成7年）11月 - 第1回湯山市房まつりを開催。
- 1996年（平成8年）10月 - 第1回湯山サミット（人づくり振興会）を開催。
- 1998年（平成10年）
  - 5月 - 湯山小・湯山地区運動会を開催。
  - 8月 - 新体育館が完成。
  - 10月 - 新校舎が完成。
- 1999年（平成11年）6月 - 新プールが完成。
- 2023年（令和5年）
  - 3月12日 - 閉校式を挙行。
  - 3月31日 - 義務教育学校「水上村立水上学園」への統合により、閉校。最終年度の在籍児童数は26（6年生を含む）。

## 交通アクセス
最寄りの鉄道駅
- くま川鉄道 湯前線「湯前駅」

最寄りのバス停留所
- 九州産交バス 「湯山小学校前」停留所

最寄りの幹線道路
- 国道446号

## 周辺
- 湯山保育所
- 湯山温泉郷
- 湯山郵便局